# Сензел, Ник
Николас Питер Сензел (англ. Nicholas Peter Senzel; 29 июня 1995, Атланта, Джорджия) — американский бейсболист, аутфилдер клуба Главной лиги бейсбола «Цинциннати Редс». На студенческом уровне выступал за команду университета Теннесси. На драфте Главной лиги бейсбола 2016 года был выбран под общим вторым номером.

## Биография

### Ранние годы и начало карьеры
Ник Сензел родился 29 июня 1995 года в Атланте. Школу он окончил в городе Фаррагут в штате Теннесси. За её бейсбольную команду Сензел играл на второй базе и шортстопом. В июле 2012 года он объявил о намерении продолжить обучение и спортивную карьеру в университете Джорджии, отклонив предложения стипендии от университетов Теннесси и Нотр-Дам. Позднее Сензел отозвал письмо о намерениях и изменил своё решение в пользу университета Теннесси. В сезонах 2014 и 2015 годов показатель отбивания Ника составил 31,5 % и 32,5 % соответственно. Летом 2015 года он также принимал участие в играх Лиги Кейп-Код, где был признан самым ценным игроком турнира. Перед началом студенческого сезона 2016 года Сензел входил в число десяти самых перспективных молодых игроков. В играх турнира NCAA он отбивал с эффективностью 35,2 %, набрал 59 RBI и занял первое место в конференции SEC с 25 выбитыми даблами. Перед драфтом Главной лиги бейсбола 2016 года журнал Baseball America оценивал его как лучшего чистого отбивающего.

### Выступления в младших лигах
На драфте Главной лиги бейсбола 2016 года Сензел был выбран клубом «Цинциннати Редс» в первом раунде под общим вторым номером. Сумма первого контракта игрока с клубом составила 6,2 млн долларов. Профессиональную карьеру он начал в составе клуба «Биллингс Мустангс» в Лиге пионеров. После десяти сыгранных матчей Сензела перевели в «Дейтон Дрэгонз», команду Лиги Среднего запада. За «Дрэгонз» он сыграл в 58 матчах, отбивая с эффективностью 32,9 %, выбив семь хоум-ранов и набрав 36 RBI. В сезоне 2017 года он провёл 62 матча за «Дейтону Тортугас» и 57 матчей за «Пенсаколу Блу Уахус». В 2018 году Сензел сыграл 44 матча в составе «Луисвилл Бэтс». В этих играх он отбивал с показателем 31,0 %, выбив шесть хоум-ранов, двенадцать даблов и три трипла, набрав 25 RBI. В июне он получил разрыв сухожилия на пальце правой руки, после чего перенёс операцию и пропустил оставшуюся часть сезона.

### Цинциннати Редс
Весной 2019 года Сензел провёл предсезонные сборы с основным составом «Редс». Его перевели на позицию центрфилдера, где он удостоился лестных оценок, но место в стартовом составе тренерский штаб отдал Скотту Шеблеру. Ник провёл начало сезона в составе «Луисвилла», пропустив часть игр из-за травмы ноги. Третьего мая он был переведён в основной состав «Цинциннати» и дебютировал в Главной лиге бейсбола. Всего в регулярном чемпионате Сензел сыграл в 104 матчах команды, отбивая с показателем 25,6 %, выбил 12 хоум-ранов и набрал 25 RBI. В 62 матчах он выходил на поле как первый отбивающий. Главный тренер команды Дэвид Белл высоко оценил игру новичка на новой для него позиции. По ходу сезона Сензел испытывал проблемы со здоровьем. Ряд матчей он пропустил из-за мигреней и аллергии, также он второй раз травмировал правую ногу, а в одном из матчей получил попадание мячом в голову. Чемпионат для него завершился досрочно, когда в сентябре клуб внёс Сензела в список травмированных с разрывом суставной губы плеча.
Большую часть сокращённого из-за пандемии COVID-19 сезона 2020 года Сензел провёл в списке травмированных. Он сыграл в 23 матчах «Цинциннати», отбивая с эффективностью 18,6 %. После завершения чемпионата главный тренер Дэвид Белл высоко оценил таланта Сензела, подчеркнув, что он остаётся одним из основных игроков команды. В 2021 году ему также не удалось избежать проблем со здоровьем. С начала регулярного чемпионата он сыграл за Редс 36 матчей, отбивая с показателем 25,2 %. В мае игрок перенёс артроскопическую операцию на колене, после которой возникли осложнения. В августе Сензел был направлен на реабилитацию в команду AAA-лиги «Луисвилл Бэтс», но спустя четыре дня вновь был внесён в список травмированных и до конца сезона на поле не выходил. В последующее межсезонье он восстанавливался на базе университета Теннесси. Весной 2022 года во время сборов Сензел заявил, что главной его целью на сезон будет сыграть 140—150 матчей в регулярном чемпионате.